# Coll d'Ares
De Coll d'Ares is een bergpas in de oostelijke Pyreneeën op de grens van het Franse departement Pyrénées-Orientales en de Spaanse regio Catalonië. De pas dient niet verward te worden met de Col des Ares, een andere bergpas in de Pyreneeën. De pas gaat over de hoofdkam van de bergketen en ligt exact op de Spaans-Franse grens.
De Coll d'Ares ligt in een zone waar de gemiddelde hoogte van de Pyreneeën drastisch daalt in oostelijke richting. Twintig kilometer ten westen van de Coll d'Ares bevindt zich de 2881 meter hoge Pic del Gegant. De Coll d'Ares vormt de laagste bergpas over de Pyreneeën tussen de Col de Bagargi (bij het Woud van Irati, 300 kilometer naar het westen) en de nabije maar onverharde Coll de Malrems (1131 m).
De col heeft een belangrijke lokale verkeersfunctie en verbindt de vallei van de Tech (Amélie-les-Bains-Palalda en Céret) met de vallei van de Ter (Camprodon en Ripoll). De bergpas heeft zijn regionale en internationale functie grotendeels verloren door de aanleg van een autosnelweg over de Col du Perthus, enkele tientallen kilometers oostelijker.

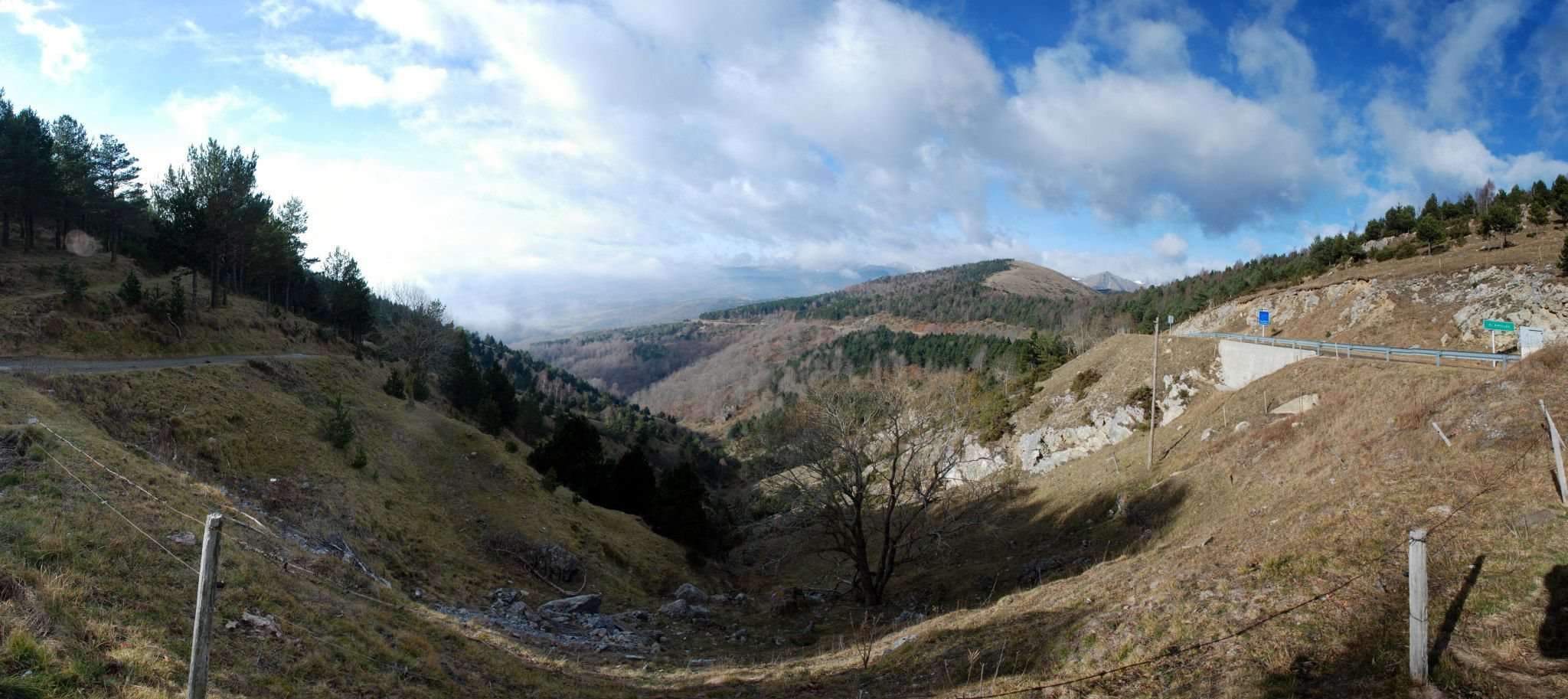
Zicht op comarca Ripollès vanaf de Coll d'Ares